# Tourisme culturel
Pour l’article homonyme, voir Tourisme (homonymie).

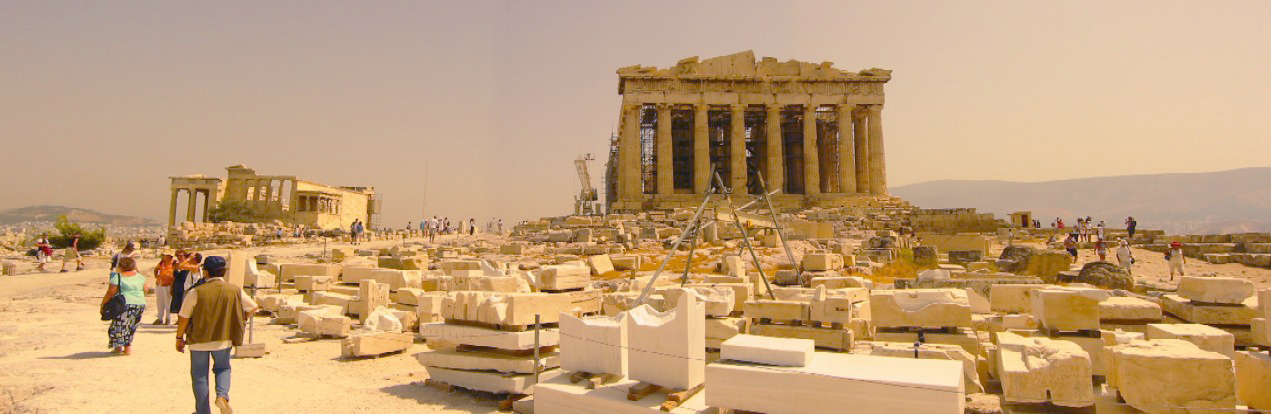
Athènes, Grèce.

Le tourisme culturel est une forme de tourisme, ou même de tourisme durable, qui consiste à découvrir le patrimoine culturel d'une région et, par extension, le mode de vie, les croyances et les traditions de ses habitants.  
Phénomène social et économique de fond dans le monde contemporain, le tourisme culturel représenterait 8 à 20% des parts du marché touristique. Cette part a nettement augmenté ces dernières années avec la création d'offres commerciales spécifiquement ciblées sur des destinations culturelles (parfois par des opérateurs spécialisés) et de sites (permettant d'appréhender celui-ci.).  
Si les acteurs majeurs du tourisme (France, Espagne, États-Unis, Italie, Grèce…) sont des destinations touristiques et culturelles reconnu, tout les pays tentent maintenant de s'installer sur ce marché, y compris des pays particulièrement fermés tel que la Corée du Nord.

## Définition
La notion de tourisme culturel est difficile à appréhender en tant que pratique sociale spécifique au sein des pratiques touristiques.  
Cependant, on constate que toute l'imagerie médiatisée des lieux touristiques les plus divers (Acapulco, Côte d'Azur, Fjords de Norvège, Kenya, Îles du Pacifique, Savoie…) nourrit le monde entier de représentations à forte dimension culturelle. 
L'Organisation mondiale du tourisme le définit en tant que : « Mouvements de personnes obéissant à des motivations essentiellement culturelles telles que les voyages d'études, les tournées artistiques et les voyages culturels, les déplacements pour assister à des festivals ou autres manifestations culturelles, la visite de sites et de monuments, les voyages ayant pour objet la découverte de la nature, l'étude du folklore ou de l'art, et les pèlerinages. »
La force du lien entre culture et tourisme trouve son explication dans l'acte de loisir (temps libre) hors de son lieu de résidence et mû par diverses motivations (plage, découverte, campagne, soleil, affaires, pèlerinage, croisière, séjour linguistique, etc.) : « Celles-ci se concrétisent dans un choix de destination et de forme de voyage et séjour qui renvoient tous deux à des paramètres de l'ordre de l'identitaire, de l'imaginaire et de la représentation ».
Considérer ainsi le tourisme culturel comme une catégorie spécifique de lien entre culture et tourisme, c'est considérer qu'il est lié à une décision consciente de « se cultiver par divers moyens touristiques » : il est un moyen par lequel un voyageur peut élargir son horizon intellectuel. Toutefois, cette conscience n'est pas nécessairement celle d'un tourisme culturel explicitement formulé par l'individu qui s'en tiendra souvent à des motivations plus simples comme celles énoncées précédemment. Il s'agit donc, lorsqu'on parle de tourisme culturel, d'une catégorie de pratique sociale et d'offre construite a posteriori.

## Typologie
Les trois principaux types de touristes culturels sont, selon la typologie de l'Economist Intelligence Unit:
- touriste motivé par la culture (5 à 10% des touristes culturels) : fait de son voyage ou de ses vacances comme principal but un tourisme d'éducation ou d'apprentissage.
- touriste inspiré par la culture (15%) : intéressé par les destinations culturelles connues et réputées, il est peu motivé à revenir au même endroit.
- touriste intéressé par la culture (5 à 10%) : profite d'un voyage ou de vacances non culturelles pour visiter des sites culturels et historiques.

Le développement du « tourisme créatif est une composante du tourisme culturel recouvrant les pratiques artistiques et culturelles des touristes (stages d'arts plastiques, d'artisanat d'art, de photographie, etc.) ».

## Le tourisme créatif
(août 2022).
Le tourisme créatif est une nouvelle forme de tourisme qui a récemment été théorisée et définie par Greg Richards et Crispin Raymond en 2000. Ils ont défini le tourisme créatif comme : « Tourism which offers visitors the opportunity to develop their creative potential through active participation in courses and learning experiences, which are characteristic of the holiday destination where they are taken. » Le tourisme créatif implique donc une participation active des touristes dans des expériences culturelles spécifiques à la destination de vacances.
Ce type de tourisme est en adéquation avec les tendances actuelles en matière de tourisme et de voyages : un tourisme plus écologique, plus responsable, mais aussi en accord avec les traditions. Ce type de tourisme est à l'opposé du tourisme de masse et permet aussi aux destinations de se diversifier et de proposer des activités innovantes et différentes des autres destinations (Richards and Marques, 2012). 
Dans la même suite d'idées, l'UNESCO a lancé en 2004 un programme intitulé Creative Cities Network, ou en français Le réseau des villes créatives. Il vise à mettre en valeur les villes qui, dans le monde entier, mettent la créativité au sein de leur développement urbain durable. Les villes créatives sont organisées dans sept catégories représentant sept domaines créatifs différents : artisanat et arts populaires, arts numériques, cinéma, design, gastronomie, littérature, et musique. En janvier 2020, le réseau comptait 246 membres, toutes catégories confondues.
Dans un de leurs documents de programme, l'UNESCO (2006) écrit : « Le « Tourisme créatif » implique plus d’interaction, un tourisme où le visiteur a une interaction éducative, émotionnelle, sociale et participative avec le lieu, sa culture vivante et les personnes qui y vivent. Les touristes s’y sentent comme des citoyens. ».
« Le concept de créativité culturelle est difficile à définir, mais c’est en partie le résultat du processus dynamique d’interaction des cultures entre elles et avec leur environnement, qui leur permet de s’adapter et de survivre par un enrichissement d’apports successifs. La créativité peut se manifester sous diverses formes : artistique et intellectuelle, mais aussi technologique ou encore institutionnelle et gouvernementale (…) Savoir tirer parti de la créativité culturelle collective est une stratégie très efficace pour associer davantage la communauté au développement du secteur touristique et en redistribuer les bénéfices à l’ensemble de la société. ».
Afin de promouvoir le développement de ce nouveau type de tourisme, une association à but non lucratif fut créée à Barcelone en 2010 : le Creative Tourism Network. Ses missions constituent entre autres à la promotion du tourisme créatif, la création d'un réseau de destinations Creative Friendly, mais aussi à la remise de prix, les Creative Tourism Awards. 
L'offre de tourisme est propre à chaque destination, car ce type de tourisme se base sur les atouts et les traditions des destinations. Par exemple, le tourisme créatif peut inclure des cours de cuisines traditionnelles, de danses traditionnelles ou encore des ateliers avec les artisans locaux. 
Ce type de tourisme a plusieurs avantages, parmi lesquels :
- l'implication des touristes dans la vie créative de la destination, favorisant ainsi la découverte de nouvelles cultures, l'échange interculturel et une meilleure compréhension interculturelle
- le développement d'une identité forte et différente, apportant ainsi une certaine fierté pour les traditions et le folklore local
- la diversification de l’offre touristique par l’optimisation des ressources existantes
- l’attraction d’un tourisme de qualité et hors saison

- une meilleure distribution géographique
- le développement de compétences des communautés locales
- la cohésion sociale à travers la cocréation d’expériences et d’une narrative commune
- la durabilité, reposant sur l’utilisation de la créativité comme ressource principale
- la préservation et transmission du patrimoine immatériel